# Lovejoy (serie televisiva)
Lovejoy è una serie televisiva britannica, trasmessa dalla BBC One dal 1986 al 1994.

## Trama
La serie è incentrata sull'attività di Lovejoy: un esperto di antiquariato con la capacità di riuscire a distinguere se un oggetto possa avere un valore, se sia un falso o se lo stesso nasconda ulteriori caratteristiche che lo rendano particolare.